# بمبادجانی
بمبادجانی (به لاتین: Bambadjani) یک منطقهٔ مسکونی در اتحاد قمر است که در گرند کومور واقع شده‌است. بمبادجانی ۱٬۰۲۰ نفر جمعیت دارد.